# Acryptolaria angulata
Acryptolaria angulata is een hydroïdpoliep uit de familie Lafoeidae. De poliep komt uit het geslacht Acryptolaria. Acryptolaria angulata werd in 1914 voor het eerst wetenschappelijk beschreven door Bale. 